# Guissona
Guissona est une commune de la comarque de la Segarra dans la province de Lleida en Catalogne (Espagne).